# Black magic (vitigno)
Black magic è un vitigno da uva da tavola. La buccia degli acini è di colore nero e la maturazione dei grappoli si ha a partire dalla terza decade del mese di luglio. Molto aspra ma con retrogusto amarognolo, perfettamente indicata per vini ad alta gradazione alcolica, tipici del sud Italia.
Inoltre viene anche citata in alcuni dei romanzi della saga  Il diario del vampiro